# Buccinum koreana
Buccinum koreana is een slakkensoort uit de familie van de Buccinidae. De wetenschappelijke naam van de soort is voor het eerst geldig gepubliceerd in 1992 door Choe, Yoon & Habe.